# Arcte polygrapha
Arcte polygrapha là một loài bướm đêm trong họ Noctuidae.